# 十善戒寺
十善戒寺（じゅうぜんかいじ）は、東京都練馬区にある真言宗東寺派の寺院。

## 概要
1886年（明治19年）、真言宗僧侶釈雲照によって「目白僧園」として開山された。「目白僧園」は真言宗宗祖弘法大師空海の綜芸種智院に倣った学校として創設されたものの、釈雲照本人の多忙により軌道に乗らなかった。釈雲照逝去後の第2世松田密信の代に、「吉祥院」として正式に寺院登録し、1943年（昭和18年）に現在地に移転した。1952年（昭和27年）に「十善戒寺」と称することになった。
本尊の不動明王は、成田山新勝寺より釈雲照に贈られたものである。

## 釈雲照
釈雲照（しゃく うんしょう）は、幕末・明治期の真言宗僧侶。弛緩していた戒律の復興を志した。目白僧園も戒律を重んじる教育を行おうとしていた。

## 吉祥院
もともと石山寺の塔頭の1つで、寛元年間（1245年ごろ）創建、承応元年（1652年）再建と伝えられているが、廃寺同然となっていたもの。雲照律師に帰依した三浦観樹らが小石川区高田老松町（現・目白台2丁目1）に移転建立し、雲照没後の1910年（明治43年）に官許を得て、白馬山雲照寺吉祥院と称した。

## 保育園
境内には石神井保育園がある。1948年10月設立（1949年11月東京都認可）で、練馬区では中新井保育園（現・区立豊玉保育園）、練馬隣保館保育園（1948年7月認可、現・区立練馬保育園）に次いで3番目に設立された保育園である。

## 交通アクセス
- 練馬高野台駅より徒歩16分。